# Костёл Непорочного Зачатия Пресвятой Девы Марии (Квасовка)
Костёл Непорочного Зачатия Пресвятой Девы Марии (бел. Касцёл Беззаганнага Зачацця Найсвяцейшай Дзевы Марыі) — католический храм в агрогородке Квасовка (Гродненский район), памятник архитектуры эклектики. Действующий храм.

## История
2 февраля 1626 года литовский надворный маршалок Кшиштоф Веселовский издал учредительный документ на строительство приходского костёла Непорочного Зачатия Пресвятой Девы Марии в Квасовке. Первую церковь построили, наверное, сразу же после основания прибытия денег из королевской казны. Первое здание церкви было деревянным. В нём было три двухъярусных алтаря, каждый из которых был вырезан из дерева, расписан и позолочен. В первом ярусе главного алтаря был расположен икона Успения Девы Марии, вверху была также изображение Божией Матери. В боковых алтарях находились иконы: св. Терезы, св. Роха, св. Антония и св. Иосифа. Существовал т. зв. госпиталь, который выполнял роль убежища для бедных и бездомных стариков, в здании также учились местные дети. Вокруг церковного здания было приходское кладбище, кругом огороженное. Здесь хоронили умерших до конца XIX в.
В 1747 г. на средства короля Августа III на месте старой, разобранной церкви была возведена новая. Она также была деревянная, с десятью окнами и башней, завершенной крестом. Костёл имел 4 алтаря. Главный алтарь, «старинный», происходил, наверно, из старого костёла. В первом ярусе, как и ранее, находилась икона Успения Девы Марии, над ним — изображение покровительницы прихода, Непорочной Божьей Матери. В одном из боковых алтарей располагались иконы Ченстоховской Божией Матери и св. Варвары, во втором — иконы Распятого Иисуса и Пресвятой Девы Марии. Четвёртый алтарь с одним ярусом разместили при амвоне. Здесь находилось изображение святого Антония Падуанского. Амвон был деревянным с резными фигурами четырёх евангелистов.
Разрешение на строительство новой каменной церкви прихожане получили в 1856 году. Проект был выполнен Гродненской губернской строительной комиссией. Летом 1864 строительные работы были прекращены по приказу генерал-губернатора Михаила Муравьева. Только в марте 1870 года прихожане получили из Министерства внутренних дел разрешение на окончание строительства храма при условии, что после окончания работ сразу же будет разрушен старый костёл.
К осени 1871 года закончен важнейшие строительные работы. 18 ноября (30 ноября по новому стилю) кс. Антоний Эйсмонт освятил церковь. Но она не была полностью завершена. В 1872 году костёл был оштукатурены. Через год было закончено строительство каменной колокольни и церковной башни. Тогда же церковная территория огорожена каменной стеной.
Орган выполнил Флориан Остромецкий в 1880-х годах. Летом 1944 года во время военных действий в орган попал артиллерийский снаряд. Только в 1997 году сделан ремонт, отремонтированный орган был освящен епископом Александром Кашкевичем.

## Архитектура
Костёл построен в неоготическом стиле. Зал костёла с тремя нефами отличается простотой и симметричностью. Центральный неф отделён от боковых колоннами, по 5 с каждой стороны. Колонны соединены полукруглыми арками, украшенными карнизами. На средней колонне с левой стороны была установлена кафедра.
С запада костёл закрыт с трех сторон и имеет ширину среднего нефа. С правой стороны к нему прилегает ризница, с левой стороны — сокровищница. С востока на оси костёла находится четырехсторонняя трехъярусная башня.
Фасад оштукатурен и побелен. Когда-то в нишах фасада находились деревянные фигуры святого Станислава — главного покровителя Польши и святого Казимира — покровителя Литвы, которые происходили с XVIII в. Уже в советское время обе эти фигуры забрали в Гродненский музей атеизма и религии (ныне Гродненский музей истории религии). В 1996 году в пустые ниши были вставлены новые фигуры, выполненные местным скульптором Станиславом Быком, св. Казимира и св. Максимилиан Кольбе — покровителя Гродненского диоцеза.
Около костёла, прилегая к восточной стены, расположена каменная колокольня. В северо-западной части церковного кладбища находится могила неизвестного солдата со времен польско-советской войны 1920 года.

### Интерьер
Главный трехъярусный кирпичный алтарь украшен четырьмя колоннами и двумя фигурами ангелов с обеих сторон. В нем находятся иконы Непорочной Божьей Матери и Преображения Господня. В верхнем ярусе — крест, а над ним Глаз — символ Божественного Провидения. В алтаре левого двух ярусного нефа — иконы св. Антония и св. Иосифа. Здесь находится также высеченная из дерева фигура святого. Антония. В алтаре правого нефа — иконы Преображения Господня и Матери Божией Матери. Здесь также расположена фигура покровительницы церкви Богоматери Непорочного Зачатия. По обеим сторонам храма у средних колонн — фигуры св. Терезы и Сердца Иисуса.
Над входом в костёл стоят хоры, и у них есть 10-голосный орган.